# Франческо I Гонзага
Вижте пояснителната страница за други личности с името Франческо Гонзага.
Франческо I Гонзага (на италиански: Francesco I Gonzaga; * 1366, Мантуа; † 8 март 1407, Кавриана) от рода Гонзага е от 1382 г. 4-ти капитан на народа на Мантуа и кондотиер.
Той е запомнен с работата си като строител: нареджа да построят замъка „Сан Джорджо“, готическата фасада на катедралата в Мантуа, камбанарията на базиликата „Сант'Андреа“ и светилището Санта Мария деле Грацие в Куртатоне.

## Произход
Той е син и наследник на Луиджи II Гонзага (1334 – 1382), 3-ти капитан на народа на Мантуа, и на съпругата му Алда д’Есте (1333 – 1381). По бащина линия е внук на кондотиера Гуидо Гонзага, граф на Мантуа, и на Беатрис дьо Бар, а по майчина – на Обицо III д’Есте, маркиз на Ферара, господар на Модена и на Парма, и Липа Ариости. Има една сестра:
- Елизабета (1432), господарка на Римини като съпруга на Карло I Малатеста

## Биография
След като наследява баща си през 1382 г., Франческо наследява и титлите и официалните му прерогативи две години по-късно. Неговата политика, в едно много бурно време за малките владения в Северна Италия, често трябва да жонглира между Венецианската република и все по-могъщото семейство Висконти от Милано. Именно в тази светлина трябва да разглеждаме брака му, датиращ от 1380 г., с Аниезе, дъщеря на Бернабо Висконти, чиято трагична история (завършваща с публичното ѝ обезглавяване през 1391 г. след обвинение в прелюбодеяние, най-вероятно невярно) отразява променящите се съюзи на съпруга ѝ и страха му от Джан Галеацо Висконти, изгряваща звезда в италианската политика, който току-що е свалил баща ѝ.
На 7 юли 1383 г. Вацлав IV му предоставя важна имперска отстъпка: той получава назначението за имперски викарий за себе си и „за своите законни наследници и приемници от мъжки пол.
През 1385 г. отпуска първоначален заем от 25 000 дуката на маркиз Ферара Николо II д'Есте за построяването на замъка на Есте.
През 1393 г. взима Маргарита Малатеста като своя втора съпруга, която донася на Гонзага наследственото заболяване рахит, което периодично се проявява при господарите на Мантуа до XVI век. През следващите години той се отделя опасно от Джан Галеацо Висконти и се сближава с Венеция. Опитът на миланците да наводнят Мантуа, причинявайки преливане на Минчо, се проваля и внезапната смърт през 1402 г. на Джан Галеацо слага край на конфликта. 
През 1394 г. получава титлата „граф на Гондзага“ от папа Бонифаций IX, която никога не използва, докато оказва натиск върху императора да получи по-желаната титла „маркиз на Мантуа“. На 2 декември същата година император Вацлав IV, крал на Бохемия, му предоставя правото да раздели герба на Гонзага с бохемския лъв на четири полета. 
По време на управлението си Франческо I подписва съюзнически договор с Кралство Франция през 1396 г., който предвижда държавата на Гонзага извън границите на Паданската низина, но му носи отлъчване от папа Бонифаций IX .
На 28 август 1397 г. предвожда битката при Говерноло в защита на мантуанските територии срещу Висконти от Милано.
След смъртта на съпругата си (1399 г.), вероятно за да избяга от чумата, Франческо I предприема поклонение в Светите земи, поверявайки управлението на своя зет Карло I Малатеста. През същата година той дарява сребърна чаша на Светото лице на Сансеполкро. След завръщането си в родината си през 1402 г. участва в битката при Казалекио като съюзник на Висконти срещу рода Бентивольо.
Франческо I е изпълнител на важни архитектурни проекти. Той предприема изграждането на светилището на Пресвета Богородица на Милостите при портите на Мантуа, замъка „Сан Джорджо“ и реконструкцията на катедралата „Сан Пиетро“. 
Той се занимава и с криптография, за да осигури обмена на кореспонденция между Гонзага и своите посланици – практика, започната през 1367 г. с неговия предшественик Гуидо Гонзага. Той вика в двора си кремонския криптограф Мартино Гизолфи, който в своето съчинение „Quaternetus ziffrarum M.ci DN exemplatum per me Martinum de Ghisulphis eius scribam de anno 1406“ събира кодовете (съставени от символи, геометрични фигури, букви и цифри), използвани за криптиране на съобщенията.
Той получава титлата на маркиз от Вацлав IV през 1403 г., но тъй като императорът е свален от престола, актът му е счетен за нулев. Умира на 40-41 г. през 1407 г. в замъка си в Кавриана, без новият император Рупрехт да успее да потвърди така желаната титла. Погребан е в семейната църква „Са Фраческо“ в Мантуа.

## Брак и потомство
Жени се два пъти:
∞ 1.  1380 за Аниезе Висконти (* 1363, Мантуа; † 7 февруари 1391 пак там), дъщеря на Бернабо Висконти, господар на Милано, и на Беатриче дела Скала, от която има една дъщеря:
- Алда Гонзага (* ок. 1381, Мантуа; † 30 юли 1405, Падуа), ∞ юли 1397 за Франческо III да Карара (* 26 юни 1383, Падуа; 19 януари 1406, Венеция), кондотиер и син на Франческо II да Карара, последен господар на Падуа, от когото няма деца;

∞ 2. през 1393 г. за Маргерита Малатеста (* 1370, † 28 февруари 1399, Мантуа), дъщеря на Галеото Малатеста от Римини, и на Джентиле да Варано, от която има 1 син и 1 дъщеря:
- Джанфранческо I Гонзага (* 1 юни 1395, Мантуа; † 25 септември 1444, пак там),  кондотиер, 5-ти капитан на народа на Мантуа от 1407 до 1433 г., господар на Мантуа до 1433 г. и първи маркграф на Мантуа от 1433 до смъртта си; ∞ 22 август 1409 в Пезаро за Паола Малатеста (* 1384/1393, Пезаро, Папска държава; † 1453, Мантуа, Маркграфство Мантуа), дъщеря на Малатеста IV Малатеста, владетел на Пезаро и Фосомброне, от която има 6 сина и 2 дъщери;
- Сузана Гонзага († млада)

Има четири извънбрачни сина и две извънбрачни дъщери, вероятно от Джованина Пиовано:
- Джовани Гонзага († 1439), военен;
- Гуидо Гонзага (* 1388, Мантуа; † 1459), религиозно лице, вероятен син;
- Антония Гонзага, ∞ за Фелтрино II Гонзага (†424), кондотиер, от когото има 2 сина и 2 дъщери;
- Диомеде Гонзага;
- Гулиелмо Гонзага;
- Джилиола Гонзага.